# Oud Gouvernement

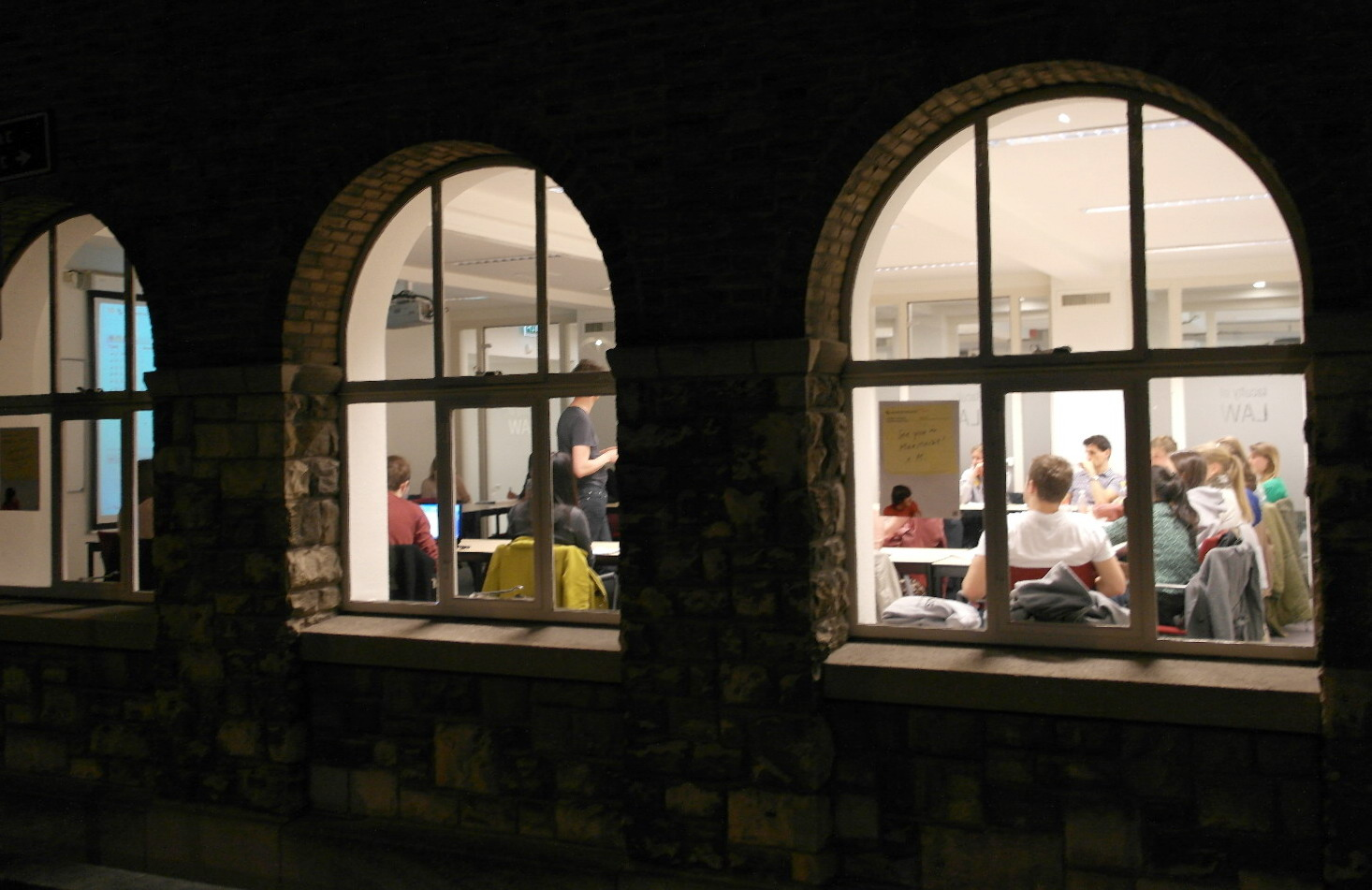
Rechtenstudenten aan het werk in het voormalige provinciehuis in 2014

Het Oud Gouvernement (Maastrichts: Aajd Gouvernemint) is het voormalige provinciehuis van Limburg, gelegen tussen de Bouillonstraat en de Lenculenstraat in het centrum van de Nederlandse stad Maastricht. Het gebouw met de markante toren in expressionistische baksteenarchitectuur dateert uit het begin van de jaren 1930, is een rijksmonument en is tegenwoordig in gebruik als universiteitsgebouw.

## Geschiedenis
Vanaf het begin van de 17e eeuw bevond zich hier het gouvernementspaleis, de officiële residentie van de militaire gouverneurs van Maastricht. Aanvankelijk bestond de residentie uit twee in 1616 door het stadsbestuur aangekochte woonhuizen, die in de loop van de 17e en 18e eeuw diverse malen werden verbouwd en uitgebreid.
In 1770 werd tegenover het gouvernementspaleis, op de hoek van het Sint Servaasklooster en de Bouillonstraat, een militair wachthuis in Lodewijk XVI-stijl gebouwd, de zogenaamde Dragonderwacht. In 1777 vond een ingrijpende verbouwing van het paleis plaats onder leiding van de Maastrichtse architect Mathias Soiron. Hierbij werd de langgerekte gevel aan de Bouillonstraat vernieuwd en een verdieping aan het bestaande gebouw toegevoegd. In de Franse tijd was hier de prefectuur gevestigd, waar onder andere Napoleon Bonaparte in 1803 logeerde. In 1860 werd over de gehele breedte van het gebouw een ijzeren balkon aangebracht, waardoor het een meer representatieve uitstraling kreeg. In 1927 was het gebouw dermate bouwvallig geworden, dat bij het bezoek van koningin Wilhelmina het balkon gestut moest worden. In 1929 werd het gebouw gesloopt om plaats te maken voor een nieuw provinciehuis, het huidige Oud Gouvernement.
Het huidige gebouw is een ontwerp van rijksbouwmeester G.C. Bremer, die in Den Haag onder andere had meegewerkt aan de bouw van het Vredespaleis en het gebouw van de Hoge Raad, en in 1930 in Maastricht het ontwerp leverde voor de Wilhelminabrug. De bouw vond plaats van 1930-35 en de bouwkosten bedroegen ruim 1 miljoen gulden. Tot 1986 was dit de zetel van het Limburgse provinciebestuur. Sinds 1996 is het gebouw een rijksmonument.
Delen van het gebouw zijn in 2009-10 grondig gerenoveerd. Sinds 1990 is hier de rechtenfaculteit van de Universiteit Maastricht gevestigd, aangeduid met zowel de Nederlandse naam Faculteit der Rechtsgeleerdheid als de Engelstalige benaming Faculty of Law. In zijn huidige functie beschikt het gebouw over een twintigtal onderwijsruimten, IT-ruimten en diverse collegezalen. Voor hun ontspanning beschikken de ca. 3400 rechtenstudenten over een binnentuin met Law Café en terras. Naast het Oud Gouvernement is de rechtenfaculteit ook gevestigd in het Herenhuis Hustinx.

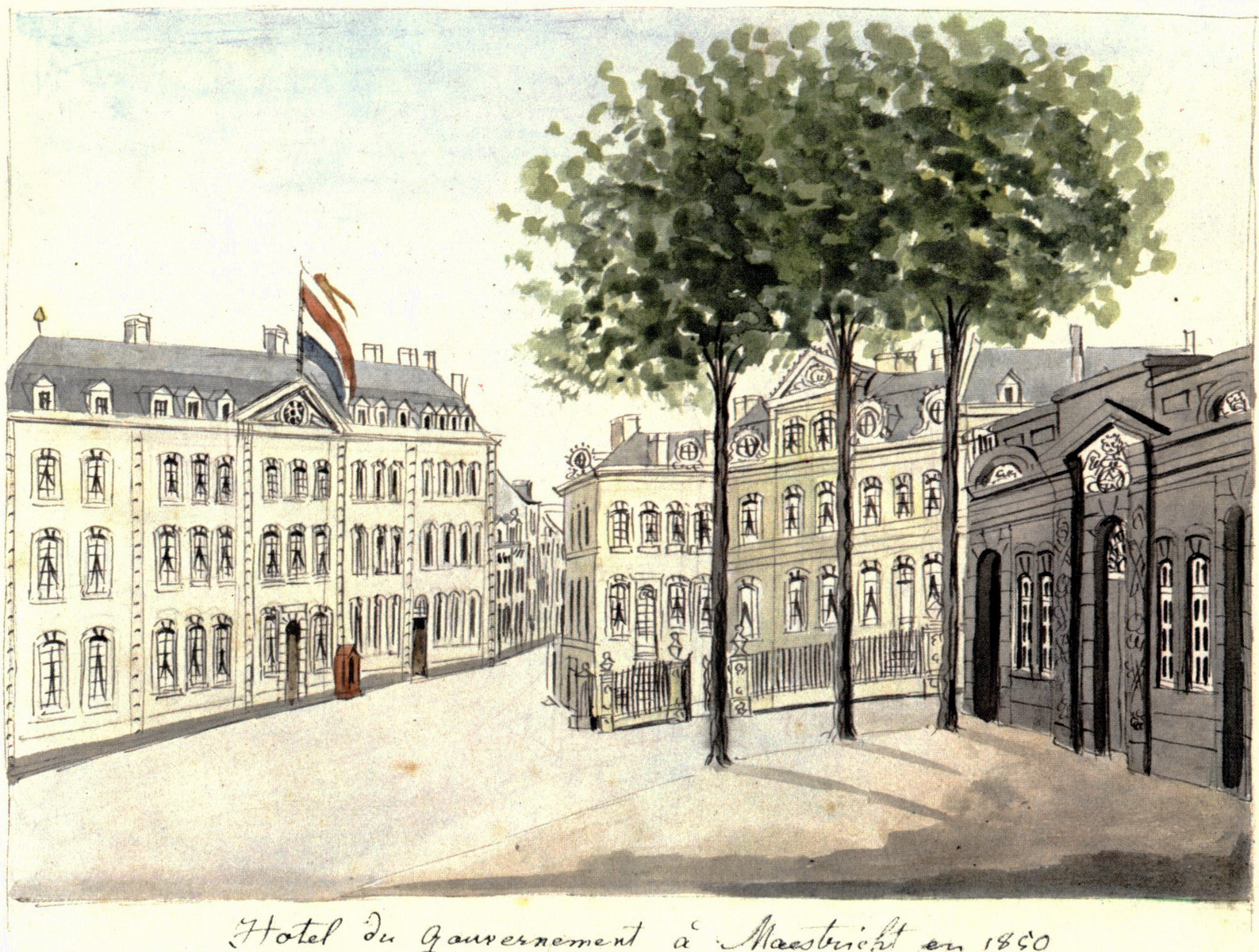
Hôtel du Gouvernement à Maestricht (aquarel Ph. van Gulpen, 1850)
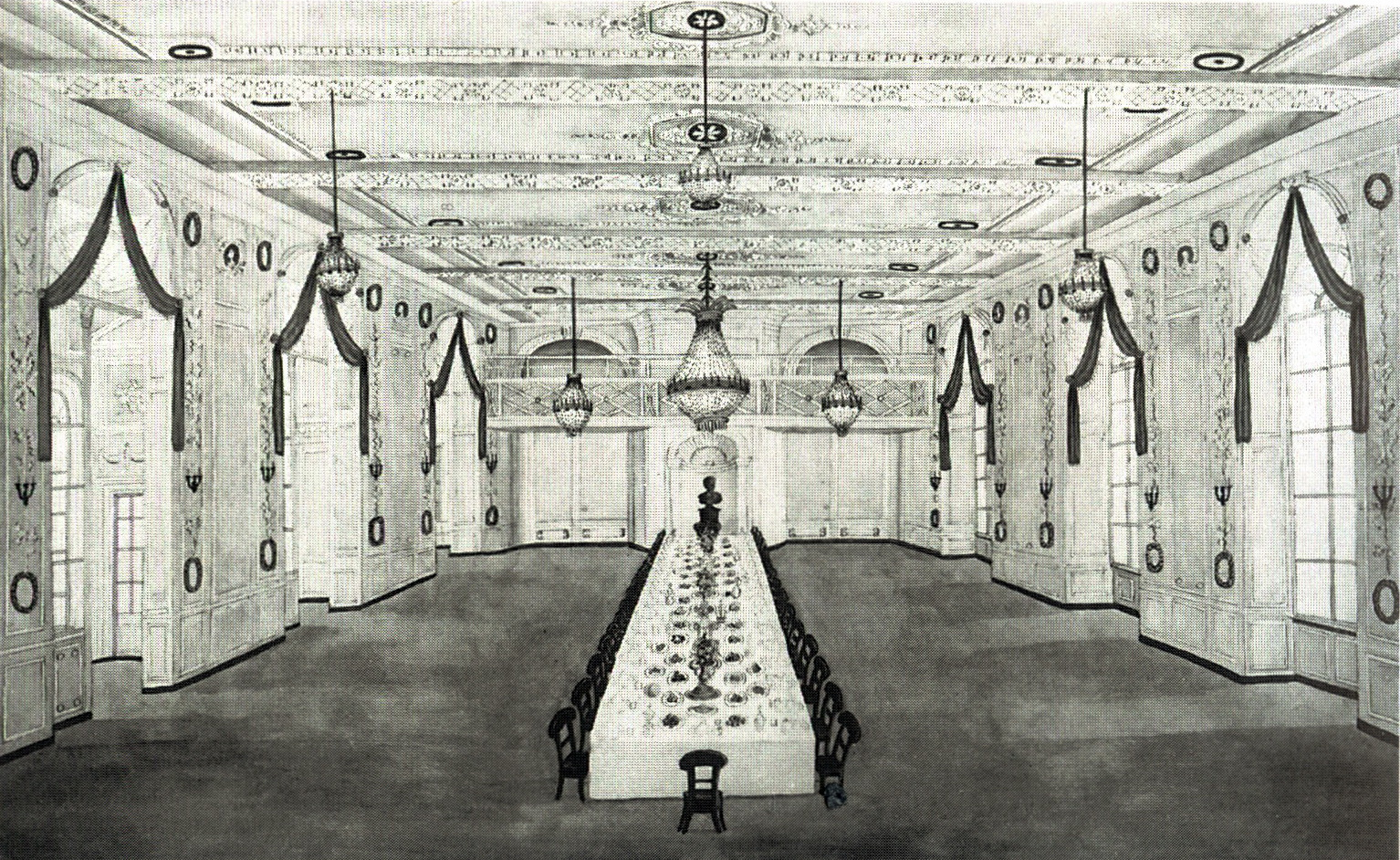
Grote zaal Gouvernementspaleis (Van Gulpen, ca. 1850)
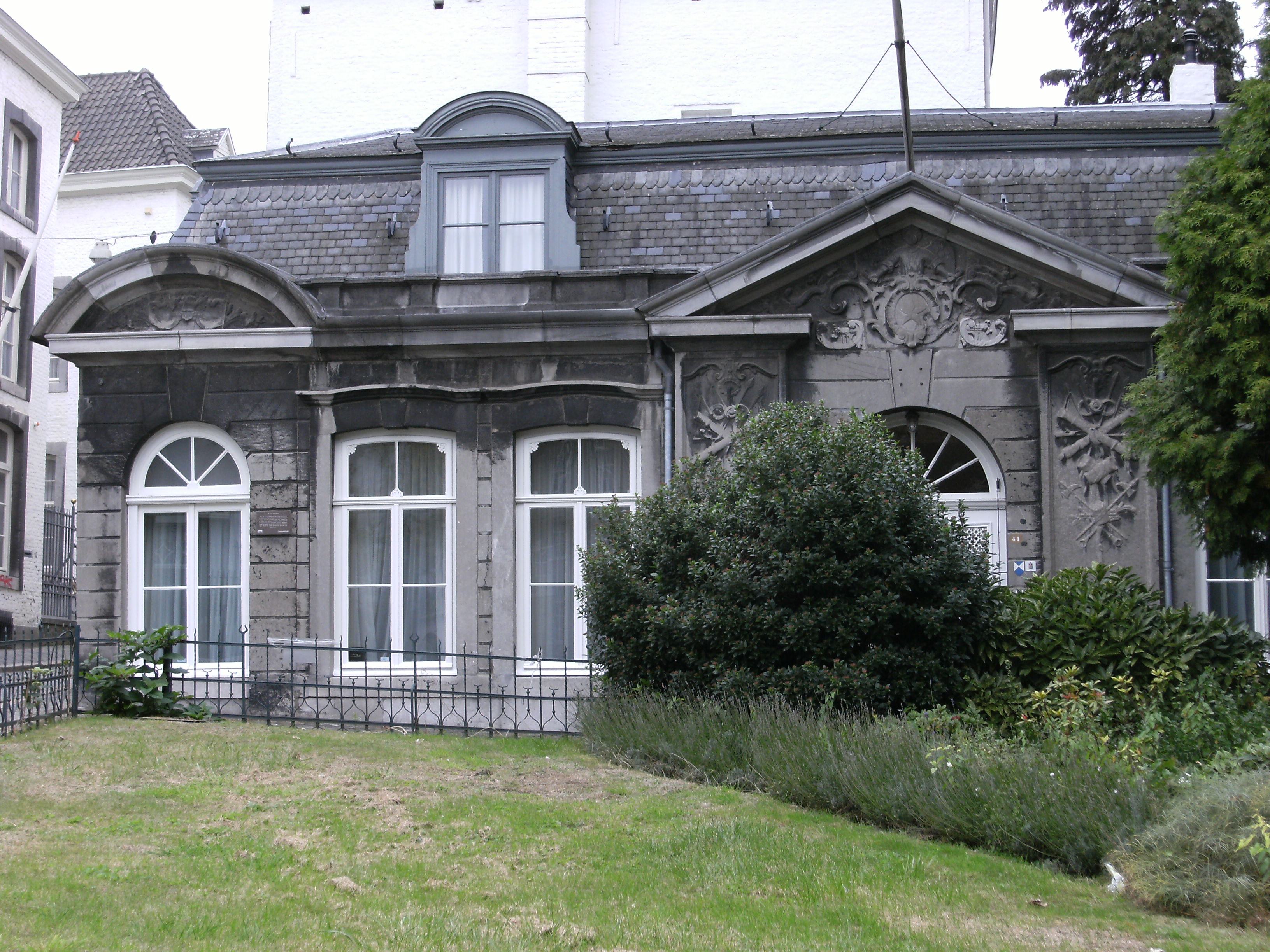
Dragonderwacht tegenover het gouvernementspaleis
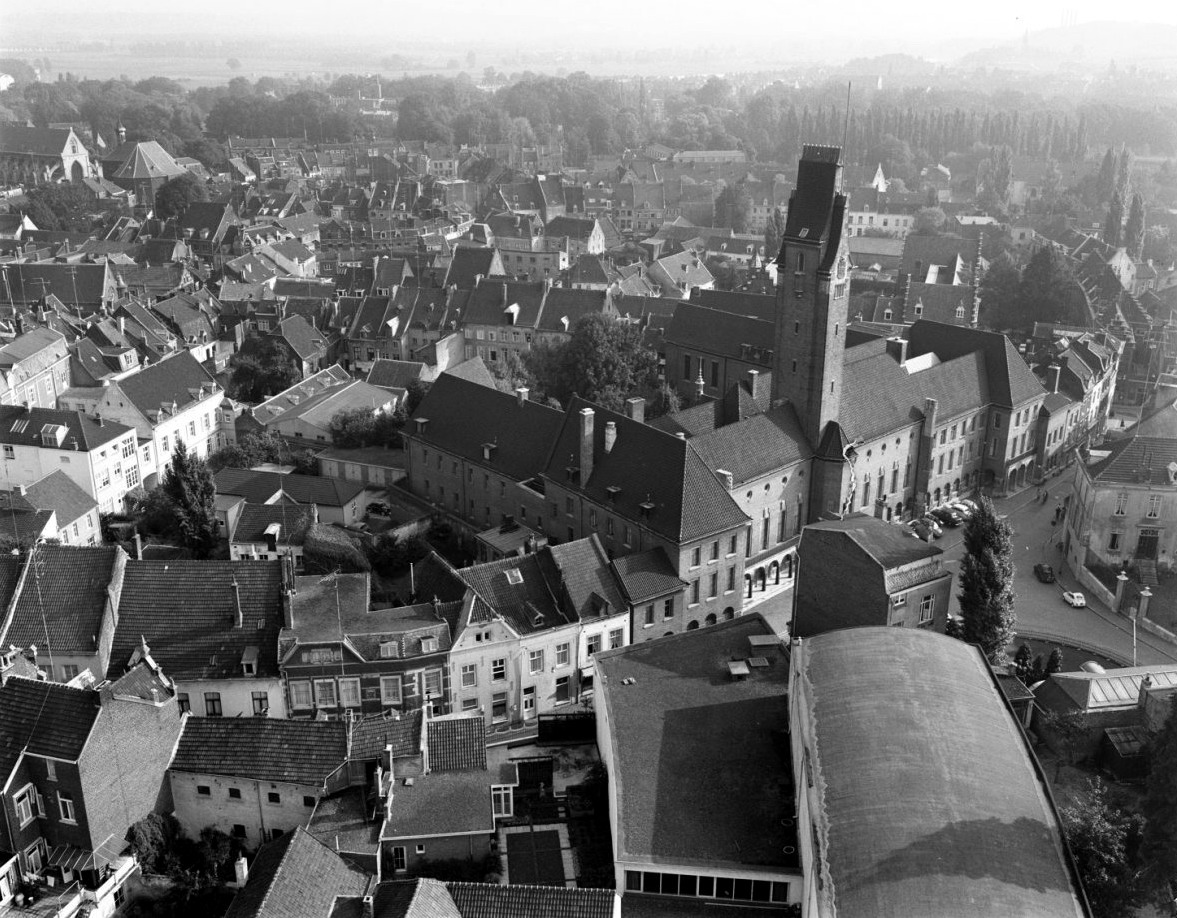
Het Oud Gouvernement in 1962, vanaf de toren van de St-Janskerk

## Beschrijving

### Exterieur
Het gouvernementsgebouw is een complex gebouw dat met een langgerekte façade parallel aan de Bouillonstraat ligt. De gevels zijn van gele baksteen op een plint van Kunrader kalk. De raamomlijstingen en andere decoratieve elementen zijn uitgevoerd in Naamse steen. Het uitbundige beeldhouwwerk is van de hand van de Maastrichtse beeldhouwer Charles Vos. De pronkfaçade aan de Bouillonstraat wordt gekenmerkt door een breed balkon boven een arcade en een rijke versiering met beeldhouwwerk. Het bouwvolume wordt onderbroken door een hoge, smalle toren met een enigszins oriëntaals aandoende torenbekroning. Ter linkerzijde van de toren lagen eertijds de representatieve ruimtes, waaronder de kantoren van de commissaris van de Koning(in) (in Limburg gouverneur genoemd) en de Feestzaal. De haaks hierop staande tuinvleugel was de ambtswoning van de gouverneur. De tuin heeft brede gazons en enkele colonnades.
De voormalige Statenzaal, de vergaderzaal van Provinciale Staten en de kantoren van de gedeputeerden bevinden zich in een bouwvolume, waarvan de hoofdingang zich bevindt aan de Lenculenstraat. Deze entree bestaat uit drie natuurstenen arcades in een omlijsting van Kunradersteen. Boven elke arcade bevindt zich beeldhouwwerk van Charles Vos, voorstellende een mijnwerker, het provinciewapen en een landbouwer. Boven de drie glas-in-lood-vensters van de verdiepingen bevindt zich het rijkswapen in zandsteen. In de twee halfronde vleugels ter weerszijden van deze entree bevonden zich oorspronkelijk de garages.

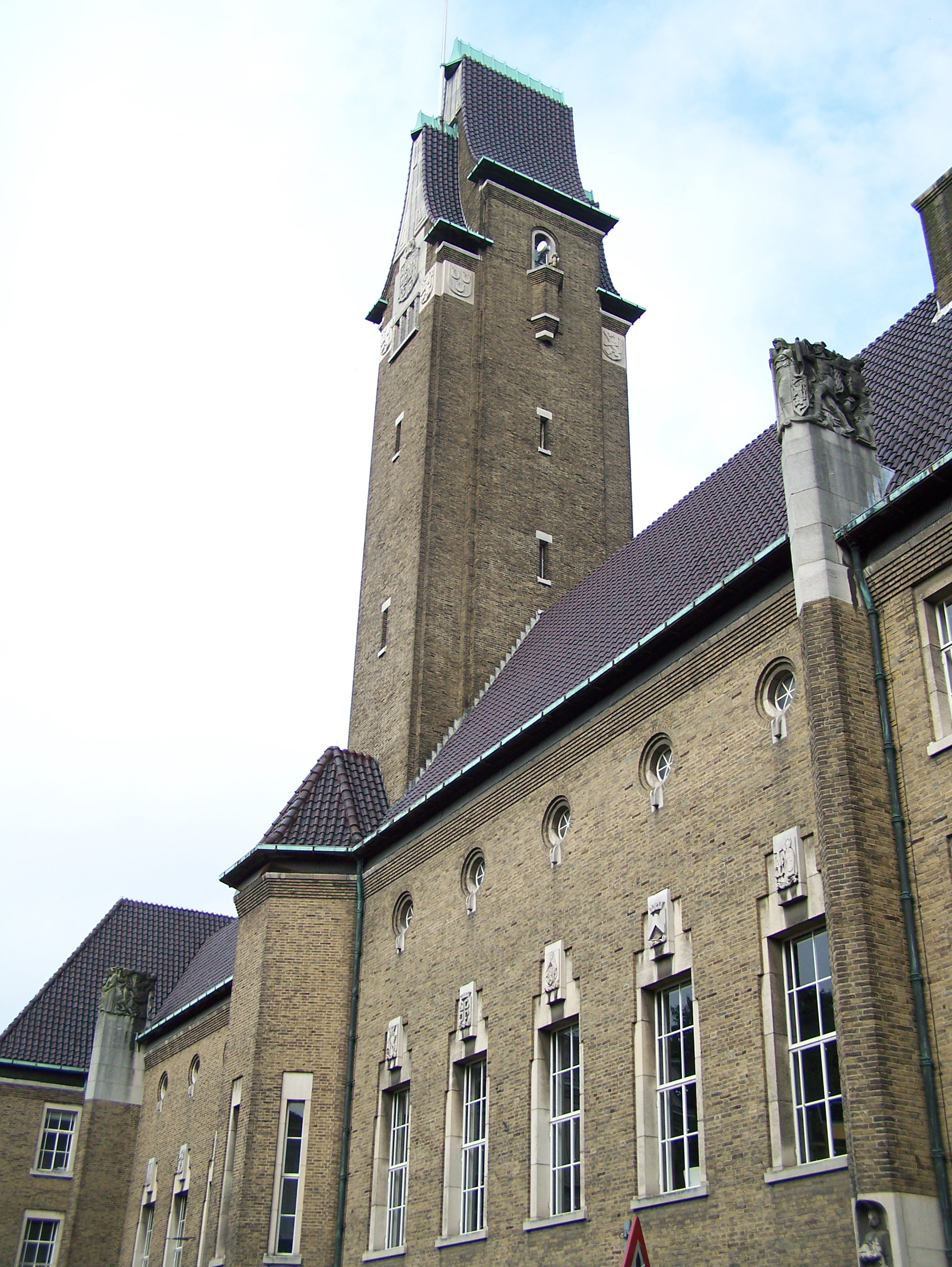
Gevel en toren Bouillonstraat
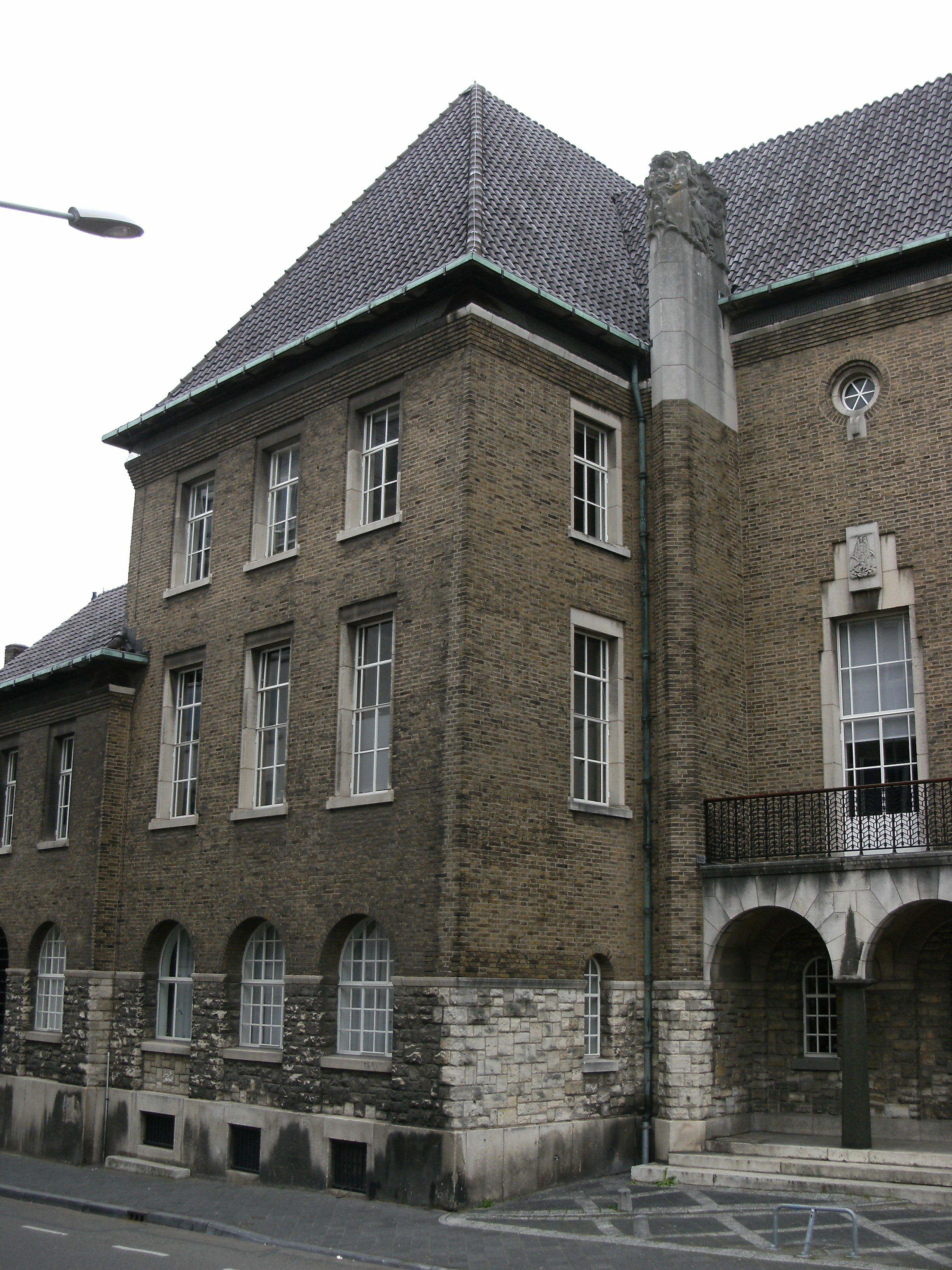
Entree vm statenzaal
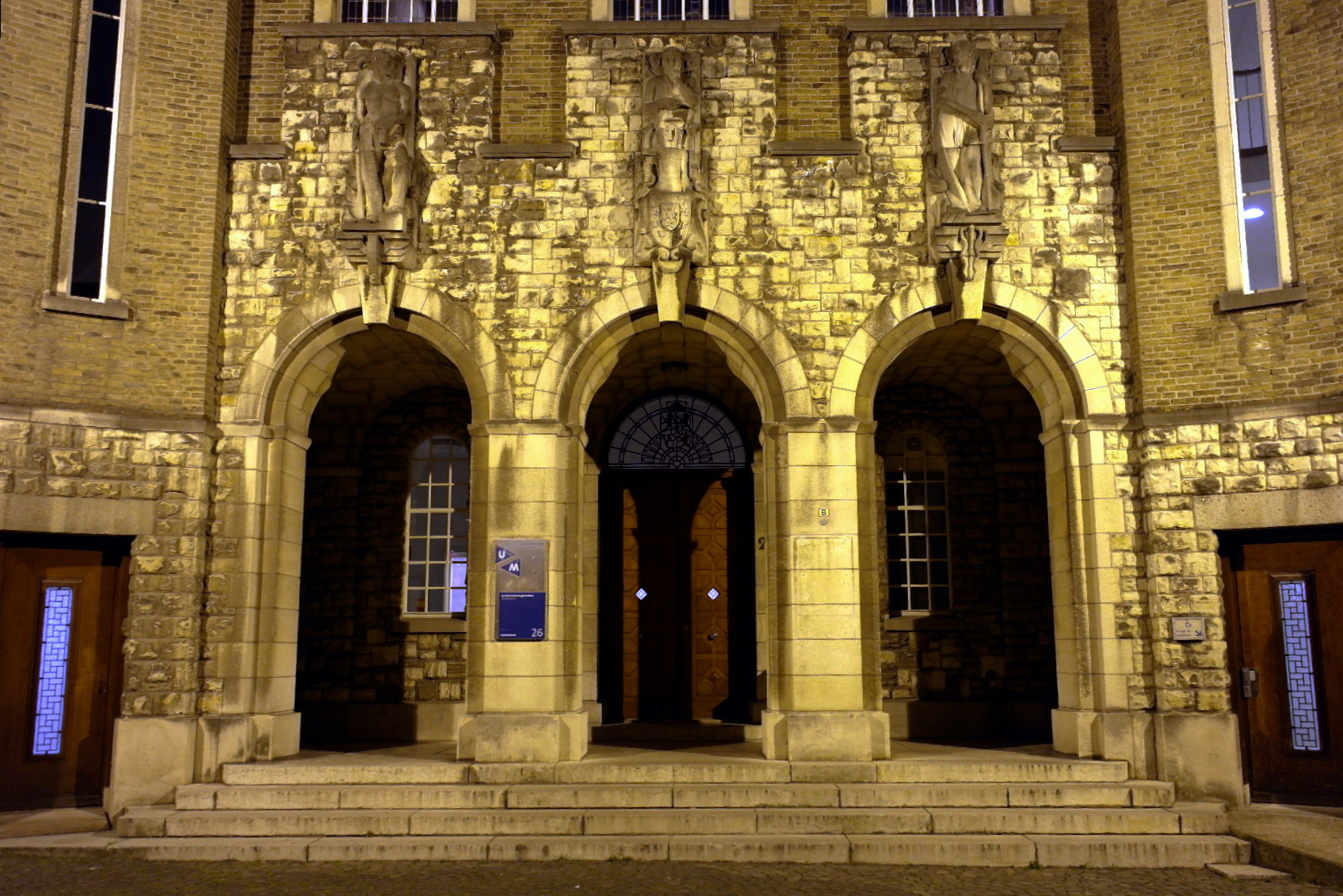
Entree Lenculenstraat
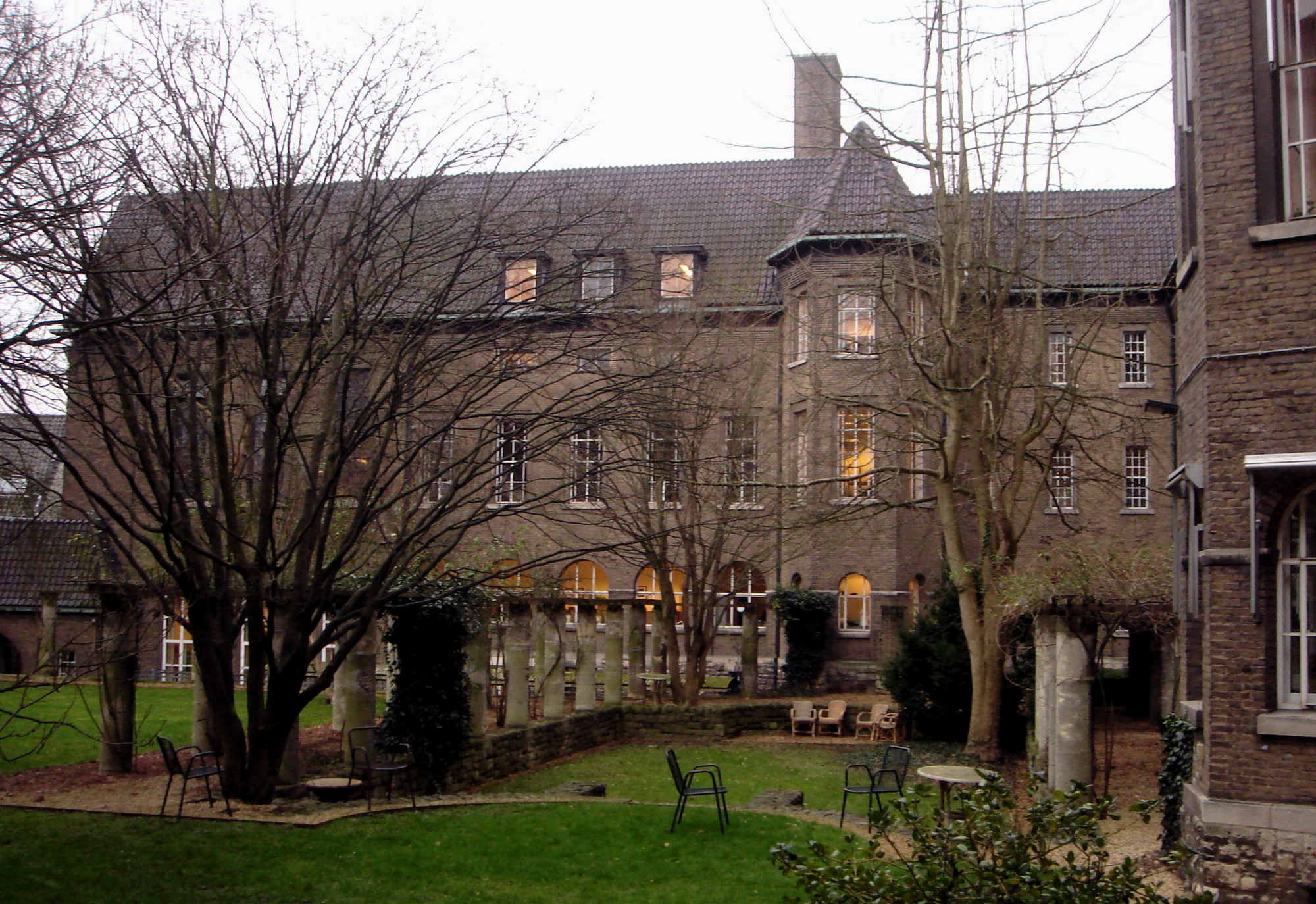
Tuin Oud Gouvernement

### Interieur
In het interieur valt vooral het representatieve karakter op van de drie ontvangsthallen. De hal van wat vroeger het Statengedeelte was aan de Lenculenstraat wordt gedomineerd door een opgaande halfronde trap. Ook hier zijn de vloeren en wanden (deels) met marmer bekleed. In de hal bevonden zich oorspronkelijk drie glas-in-lood vensters van Jan Grégoire, maar twee daarvan zijn thans om praktische redenen opgeslagen op zolder. In de voormalige Statenzaal bevinden zich een zestal gebrandschilderde ramen van de Roermondse glazenier Joep Nicolas, die de staatkundige en culturele ontwikkeling van Limburg verbeelden. De zaal heeft een cassetteplafond en een rijke zaalbetimmering, onder andere in de houtsoorten esdoorn en zebrano.
Indrukwekkend is ook de hal van de voormalige provinciale griffie aan de zuidzijde van het gebouw aan de Bouillonstraat, met een dubbele zuilengalerij onder een glazen dak. De vloer van de hal is van groengrijze Noorse leisteen. De galerij van gele Italiaanse travertijn wordt gedragen door zwart marmeren kolommen met rondbogen. Op de tweede verdieping dragen houten kolommen en natuurstenen pilasters een spantenconstructie. Het zadeldak bestaat deels uit een cassetteplafond, deels uit glas in lood panelen. Aan de zuidzijde van de griffiehal bevindt zich een hoge, travertijnen nis, waarachter zich een tweede trappenhuis bevindt. In de nis bevindt zich sinds 2001 een kunstwerk van Sabine Lintzen, bestaande uit 36 glazen bloemknoppen, die de universele rechten van de mens voorstellen. Op de tegenoverliggende wand is een beeld geplaatst van Vrouwe Justitia van Charles Vos, dat zich vroeger in de gevel van de Tweede Minderbroederskerk bevond, het vroegere paleis van justitie.

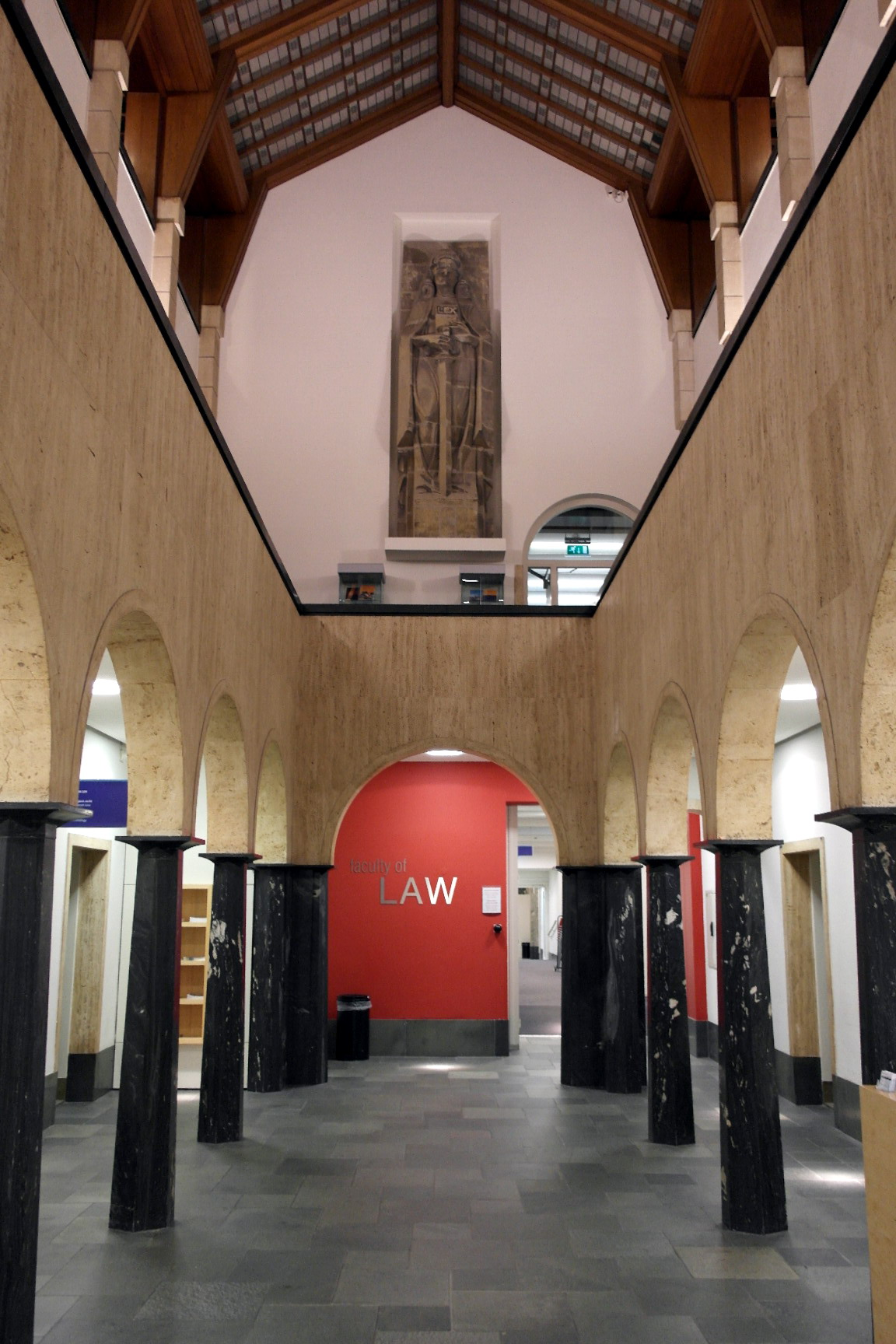
Griffiehal, Bouillonstraat
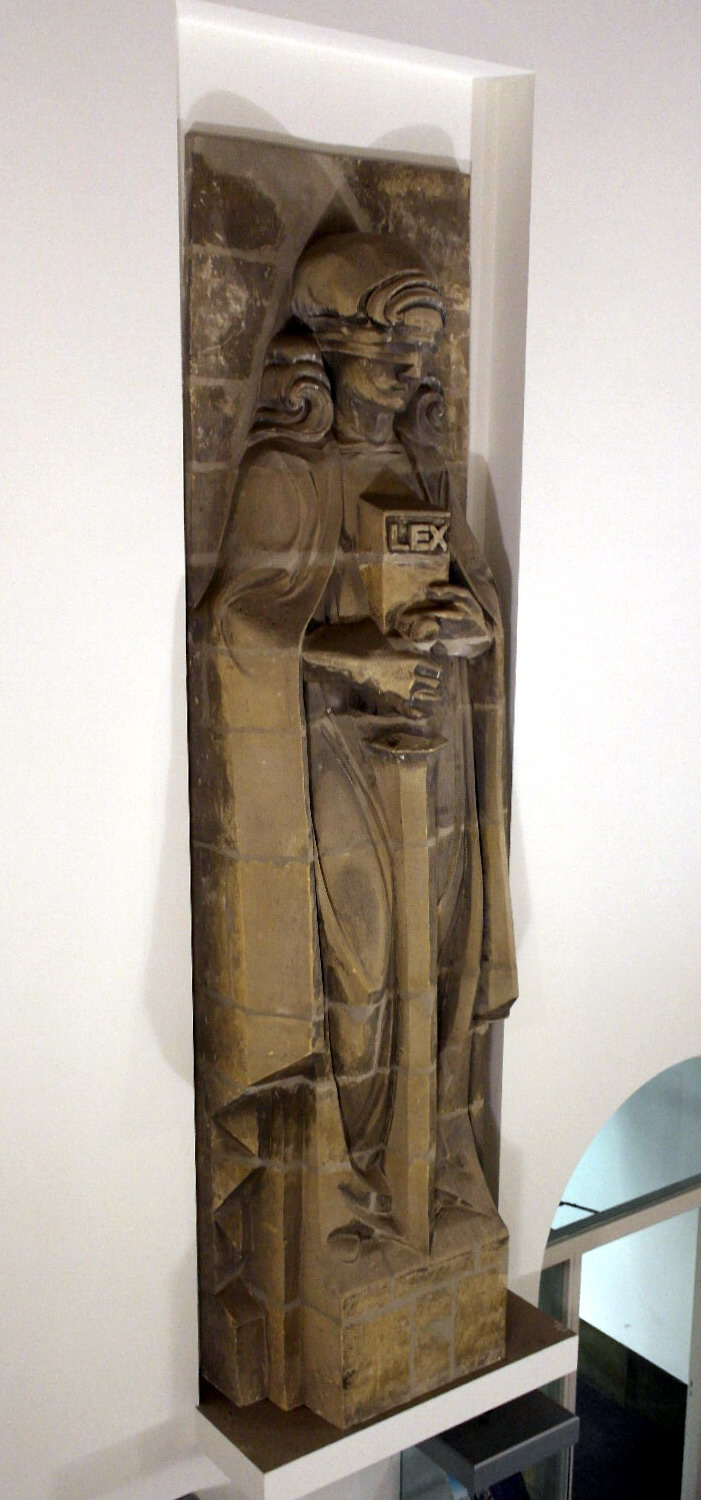
Beeld Vrouwe Justitia
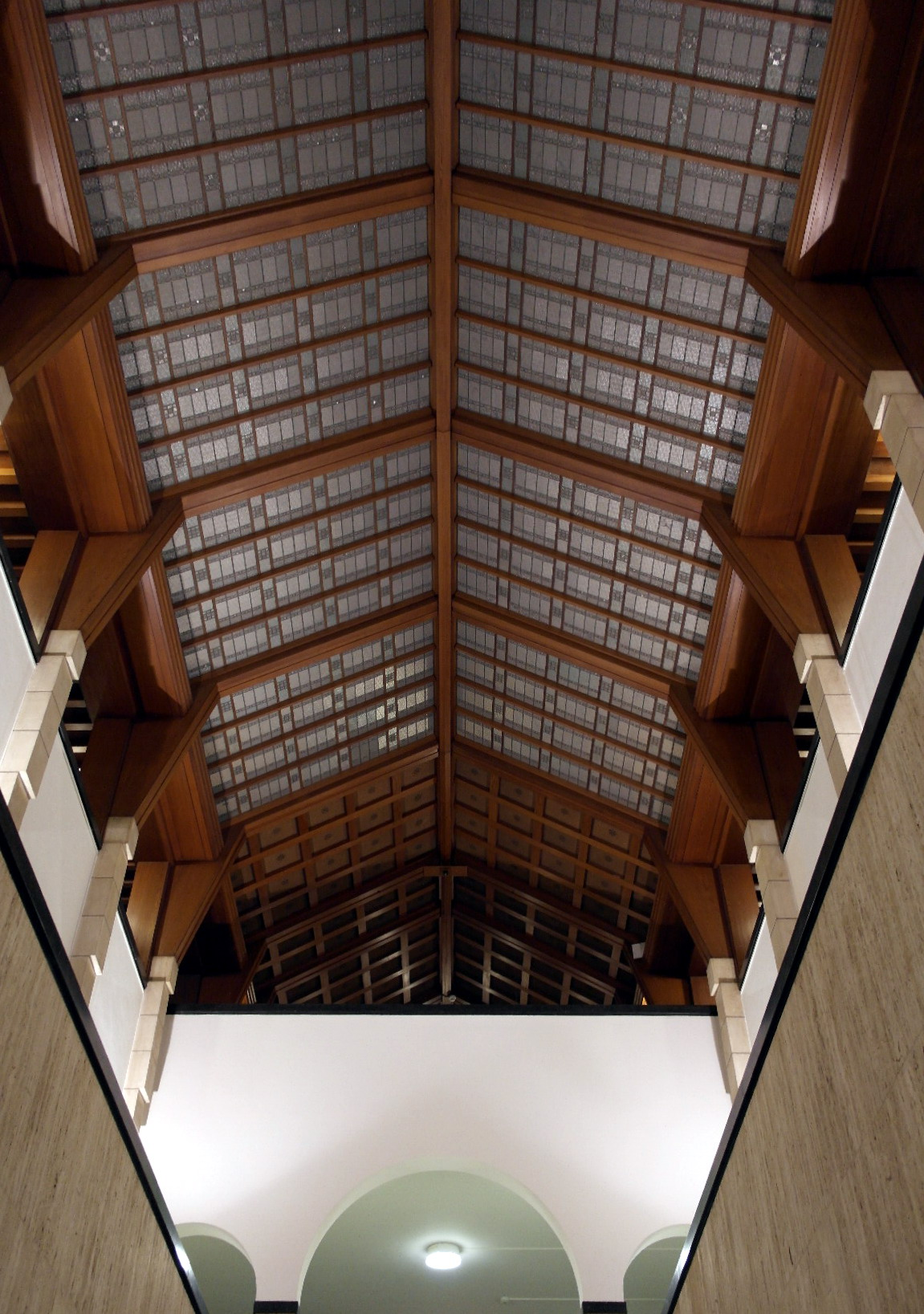
Glas-in-looddak griffiehal
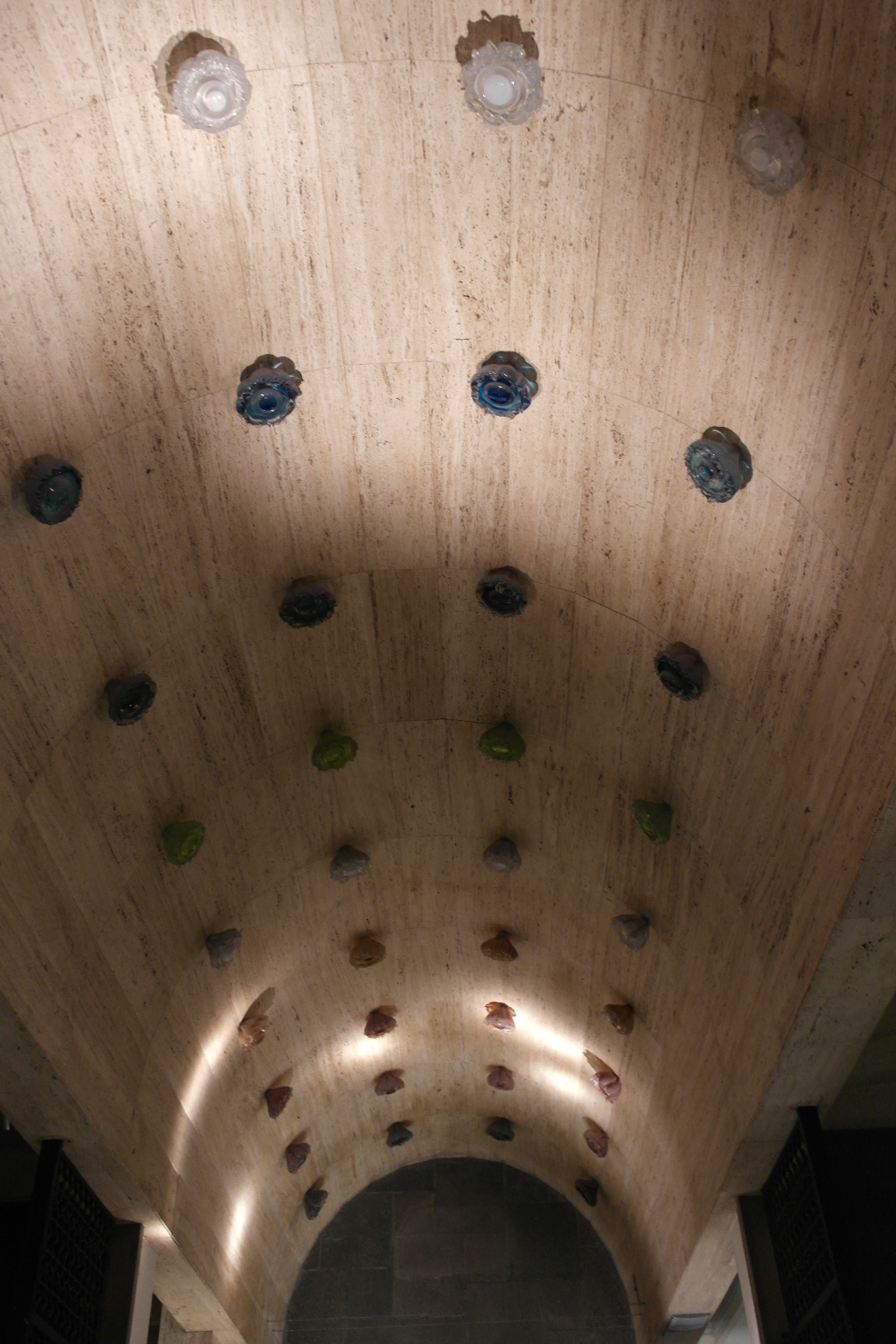
Kunstwerk griffiehal

De hal van de gouverneursvleugel (noordentree Bouillonstraat) wordt gedomineerd door een dubbele staatsietrap met bronzen trapleuningen. De trap, de vloer en de wanden van de hal zijn bekleed met grijs marmer. De hal wordt omgeven door rondbogige doorgangen. In de achterwand van de trap bevindt zich een rij rondboogvormige glas-in-lood vensters. Het donker gebeitste cassetteplafond is versierd met panelen met swastika-achtige motieven en een lichtstraat met transparante glas-in-lood ruitjes.
Vermeldenswaardig in het interieur zijn verder de Ontvangstzaal en de Feestzaal op de eerste verdieping van het representatieve gedeelte, met parketvloeren, lambriseringen van Amerikaans redwood en cassetteplafonds, hier in de vorm van een tongewelf. In de Feestzaal domineert een grote open haard met een schoorsteenmantel in Franse kalksteen met daarop in reliëf het wapen van de toenmalige gouverneur, baron van Hövell tot Westerflier en zijn echtgenote baronesse Schimmelpenninck van der Oye. Boven de schouw bevindt zich een wandschildering van de Limburgse kunstenares Jonkvrouw Judy Michiels van Kessenich. Boven de doorgang van Ontvangstzaal naar Feestzaal is een kleine ruimte voor een orkest.

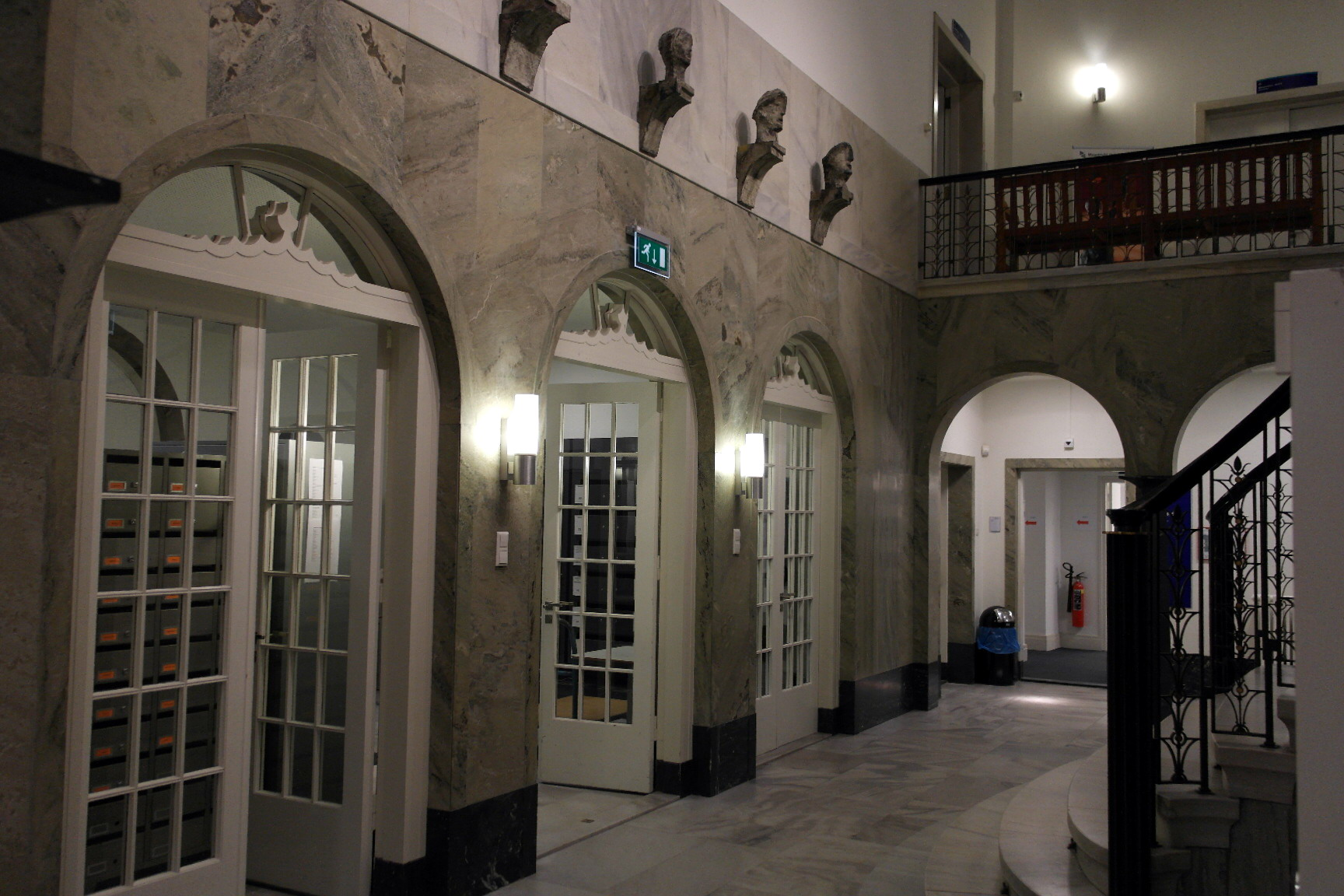
Hal gouverneursgedeelte
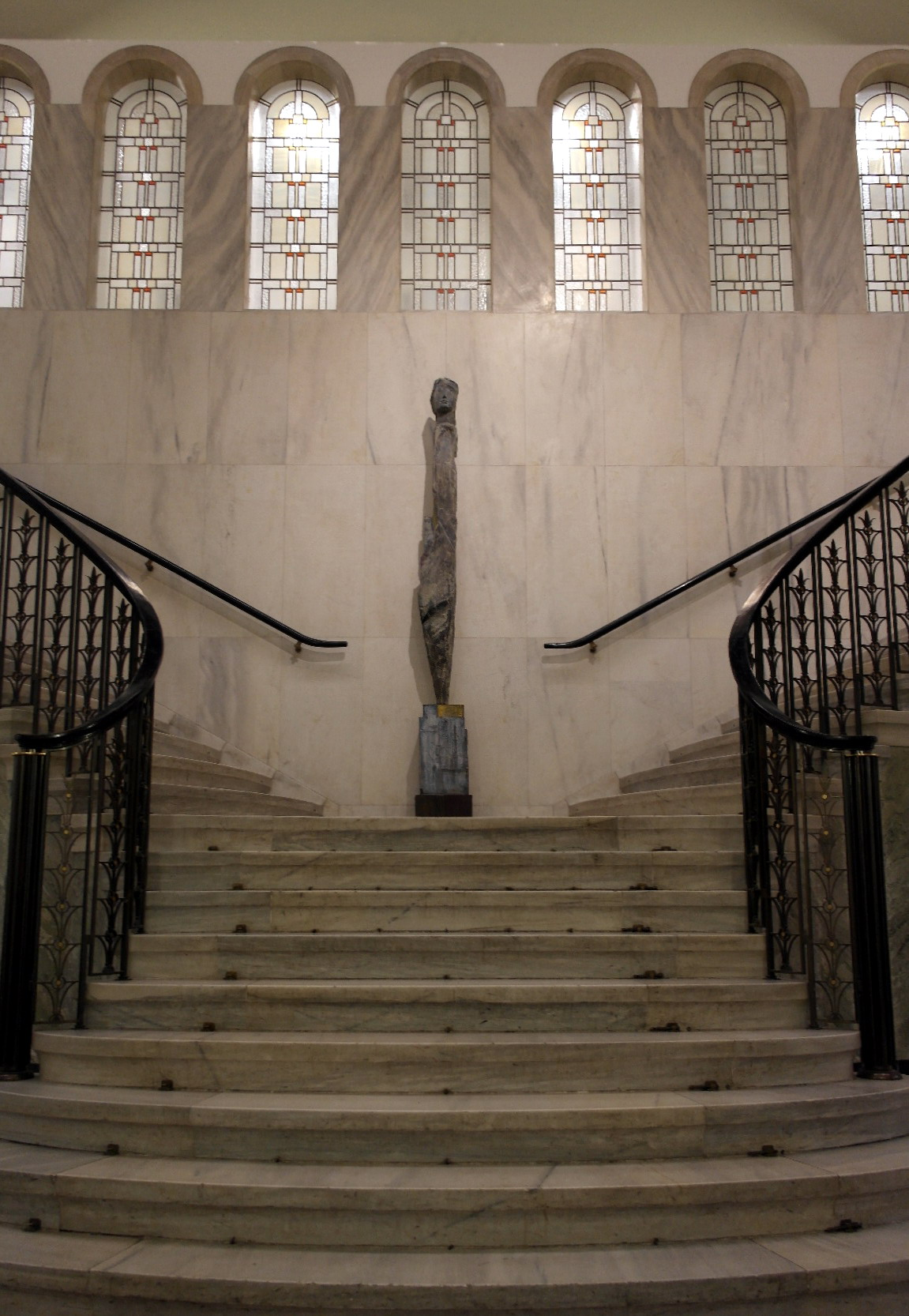
Trappartij gouverneursvleugel
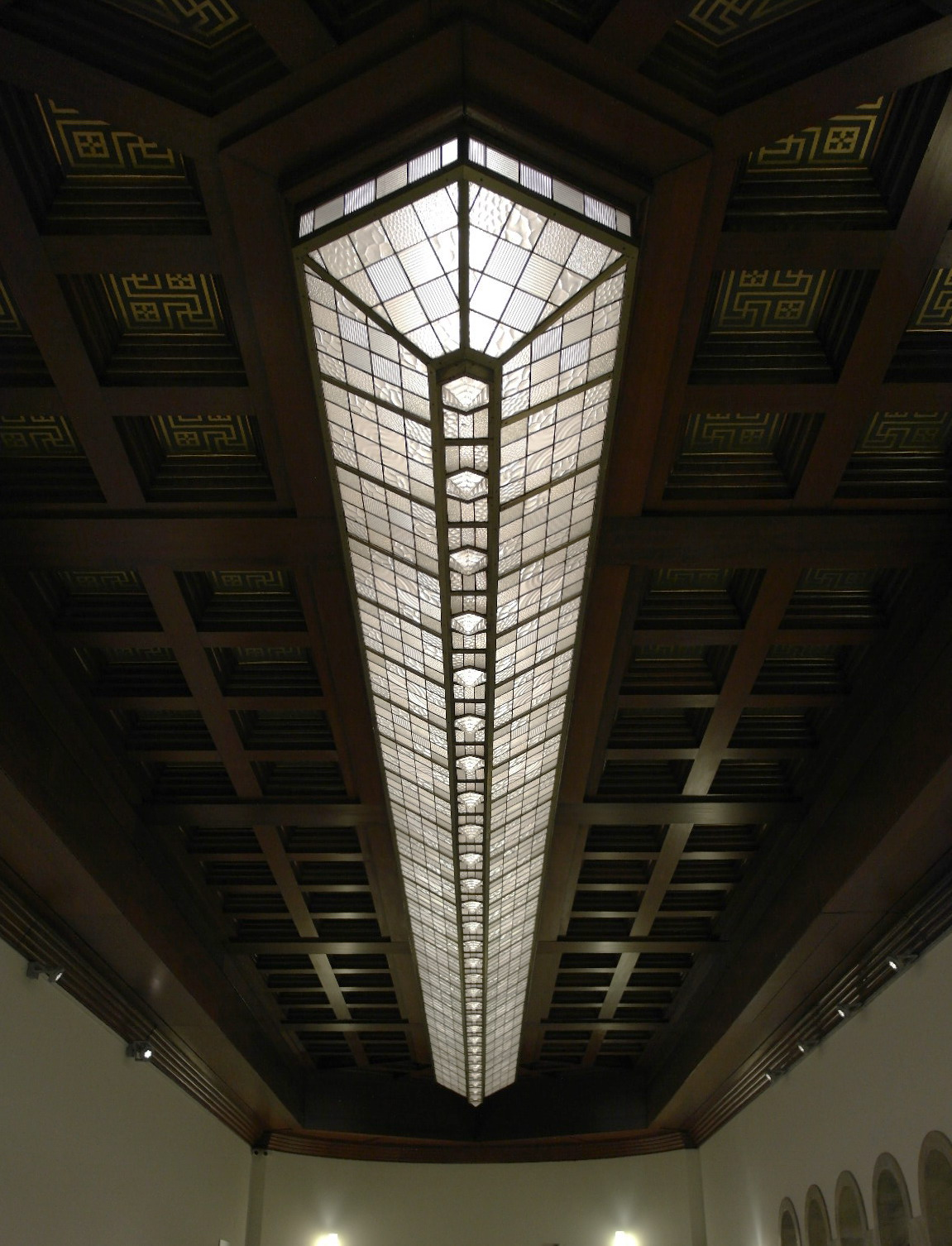
Plafond hal gouverneursvleugel
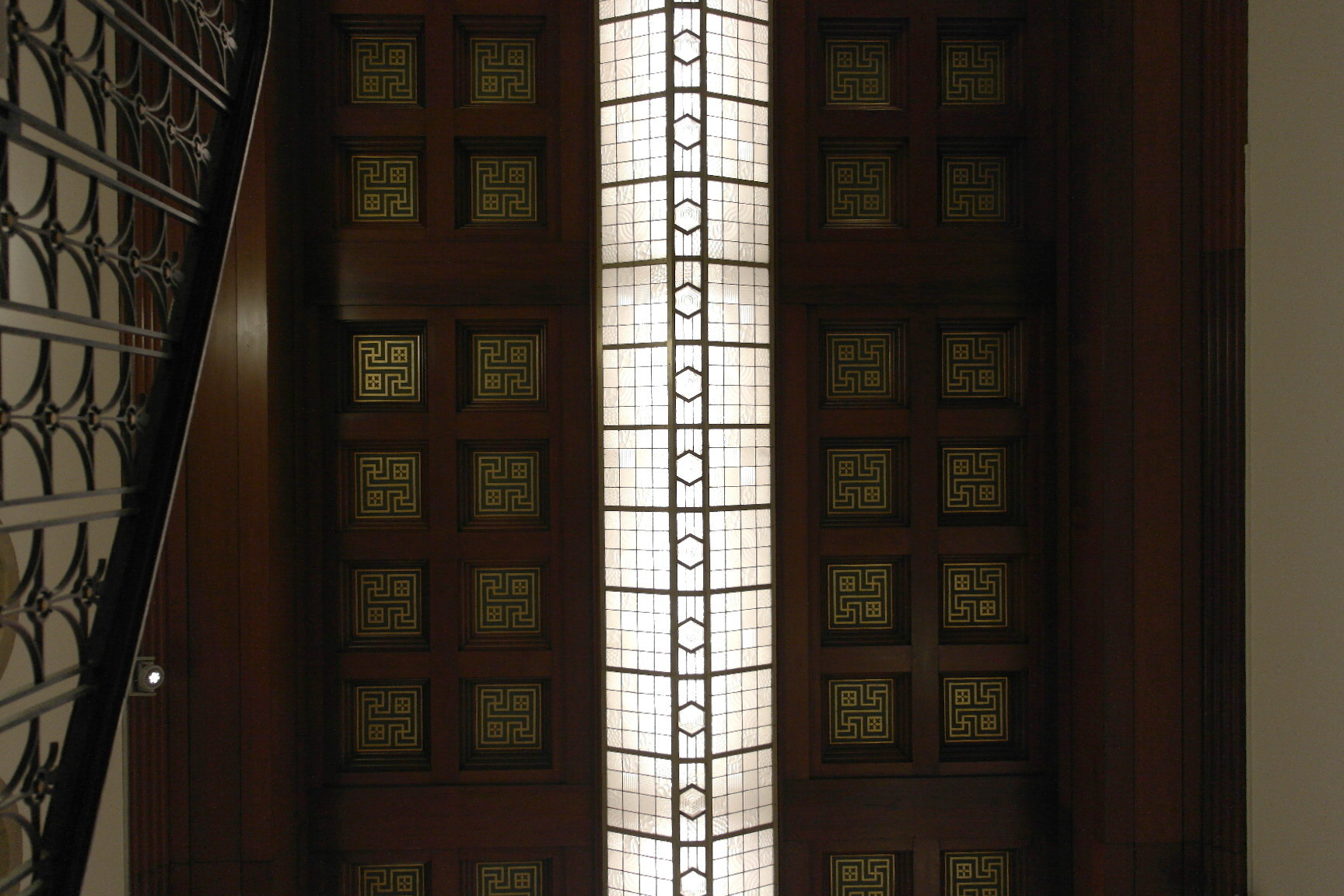
Detail plafond

## Varia
- In 2020 gaf het Maastrichtse architectuurcentrum TOPOS het boek Mijn favoriete gebouw in Maastricht en omgeving uit. Daarin lichtten bekende en minder bekende Maastrichtenaren hun keuze voor een bepaald gebouw toe. Ton Stassen, woonachtig in 's-Hertogenbosch, koos voor het Oud Gouvernement, dat hij "aaibaar en verleidelijk" noemde. Stassen motiveerde zijn keuze als volgt: "Wat mij vooral opvalt en bevalt aan het gebouw is dat het een zekere statigheid uitstraalt. Tegelijkertijd is het niet zo plechtig of strak ontworpen dat het kille macht ademt. Er zit speelsheid en variatie in het gebouw."[9]